# Nerio Bernardi
Pour les articles homonymes, voir Bernardi.
Nerio Bernardi, né le 23 juillet 1899 à Bologne (Émilie-Romagne) et mort le 12 janvier 1971 à Rome (Latium), est un acteur italien.

## Biographie
Au cinéma, Nerio Bernardi contribue à deux-cent-onze films (majoritairement italiens ou en coproduction, auxquels s'ajoutent quelques films français) dès 1918, dont vingt-deux muets jusqu'en 1923 (parmi lesquels la coproduction italo-américaine Néron (en) de J. Gordon Edwards en 1922, avec Jacques Grétillat dans le rôle-titre et Paulette Duval).
De sa période parlante qui débute en 1934 et s'achève en 1970, citons Fanfan la Tulipe de Christian-Jaque (1952, avec Gérard Philipe et Gina Lollobrigida), Théodora, impératrice de Byzance de Riccardo Freda (1954, avec Gianna Maria Canale et Georges Marchal), Plein Soleil de René Clément (1960, avec Alain Delon et Marie Laforêt) et Vanina Vanini de Roberto Rossellini (1961, avec Sandra Milo et Laurent Terzieff).
En fin de carrière, Nerio Bernardi apparaît à la télévision dans deux séries, la seconde en coproduction étant Arsène Lupin (où Georges Descrières tient le rôle-titre), lors d'un épisode diffusé le 6 mai 1971, près de quatre mois après sa mort.
Par ailleurs acteur de théâtre, il joue notamment dans Le Songe d'une nuit d'été (en 1933) et Comme il vous plaira (en 1938) de William Shakespeare.

## Filmographie partielle

### Cinéma
- 1921 : Fior d'amore de Mario Caserini
- 1922 : Néron (it) (Nero) de J. Gordon Edwards : l'apôtre
- 1934 : Temps maximum (Tempo massimo) de Mario Mattoli : le prince Huerta
- 1934 : Le Conspirateur (Teresa Confalonieri) de Guido Brignone : le comte Federico Confalonieri
- 1935 : Porto d'Amleto Palermi
- 1936 : Re di denari d'Enrico Guazzoni
- 1940 : Une lampe à la fenêtre (Una lampada alla finestra) de Gino Talamo
- 1940 : Lucrezia Borgia de Hans Hinrich
- 1940 : L'Intruse (Abbandono) de Mario Mattoli
- 1940 : Antonio Meucci d'Enrico Guazzoni
- 1942 : Fedora de Camillo Mastrocinque : le pianiste Boleslao Lazinsky
- 1942 : La regina di Navarra de Carmine Gallone
- 1943 : Nos rêves (I nostri sogni) de Vittorio Cottafavi : le directeur du Ragno d'Oro
- 1943 : Gli ultimi filibustieri de Marco Elter
- 1945 : Quartieri alti de Mario Soldati
- 1947 : Les Deux Orphelins (I due orfanelli) de Mario Mattoli : le duc Filippo
- 1948 : La Chartreuse de Parme de Christian-Jaque : le mari de Fausta
- 1950 : Le Fils de d'Artagnan (Il figlio di d'Artagnan) de Riccardo Freda
- 1950 : La Porteuse de pain (La portatrice di pane) de Maurice Cloche : Castel
- 1950 : Pour l'amour du ciel (È più facile che un cammello...) de Luigi Zampa : le baryton Gigliosi
- 1950 : Police en alerte (I Falsari) de Franco Rossi
- 1951 : Trahison (Il tradimento) de Riccardo Freda : le président du tribunal
- 1951 : Caruso, la légende d'une voix (Enrico Caruso, leggenda di una voce) de Giacomo Gentilomo : Francesco Zucchi
- 1951 : La Vengeance de l'Aigle noir (La vendetta di Aquila Nera) de Riccardo Freda : le tsar Paolo III
- 1951 : Il caimano del Piave de Giorgio Bianchi
- 1952 : Le Fils de Lagardère (Il figlio di Lagardère) de Fernando Cerchio
- 1952 : Fanfan la Tulipe de Christian-Jaque : le sergent La Franchise
- 1952 : Mélodies immortelles (Melodie immortali) de Giacomo Gentilomo : De Lellis
- 1952 : Peppino e Violetta de Maurice Cloche : le père supérieur
- 1952 : Le Chevalier des croisades (La leggenda di Genoveffa) d'Arthur Maria Rabenalt
- 1953 : Pattes de velours (L'incantevole nemida) de Claudio Gora
- 1953 : Le Marchand de Venise de Pierre Billon : le doge
- 1953 : Spartacus de Riccardo Freda
- 1953 : Le Chemin de l'espérance (Il viale della sperenza) de Dino Risi : Franci
- 1953 : Thérèse Raquin de Marcel Carné : le médecin
- 1953 : Fermi tutti... arrivo io! de Sergio Grieco : Tullio Valera
- 1954 : La Belle Otero de Richard Pottier : le Grand Duc
- 1954 : Destinées, film à sketches, segment Lysistrata de Christian-Jaque : Cretidès
- 1954 : Le Masque de fer (Il prigioniero del re) de Richard Pottier et Giorgio Venturini : Saint-Maur
- 1954 : Mam'zelle Nitouche d'Yves Allégret : l'épicier
- 1954 : Théodora, impératrice de Byzance (Teodora imperatrice di Bisanzio) de Riccardo Freda : Bélisaire
- 1955 : Nana de Christian-Jaque : le prince de Sardaigne
- 1955 : Les Aventures et les Amours de Casanova (Le avventure di Giacomo Casanova) de Steno
- 1957 : La Blonde enjôleuse (La ragazza del palio) de Luigi Zampa
- 1959 : Caltiki, le monstre immortel (Caltiki il mostro immortale) de Riccardo Freda : l'inspecteur de police
- 1959 : Les Bateliers de la Volga (I battelieri del Volga) de Victor Tourjanski : Elagin
- 1959 : Un chant dans le désert (Un canto nel deserto) de Marino Girolami
- 1959 : L'Aigle noir (Il vendicatore) de William Dieterle
- 1960 : Thésée et le Minotaure (Teseo contro il minotauro) de Silvio Amadio : le roi Égée
- 1960 : Les Nuits de Raspoutine (L'ultimo zar) de Pierre Chenal : Comissaroff
- 1960 : Carthage en flammes (Cartagine in fiamme) de Carmine Gallone : le grand prêtre de Moloch
- 1960 : Le Passage du Rhin d'André Cayatte : Rodier
- 1960 : La Longue Nuit de 43 (La lunga notte del '43) de Florestano Vancini : l'avocat Attilio Villani
- 1960 : Plein Soleil de René Clément : le directeur de l'agence
- 1960 : La Princesse du Nil (La donna dei faraoni) de Victor Tourjansky : un notable de Bubastis
- 1961 : Les Frères corses (I fratelli corsi) d'Anton Giulio Majano : le professeur Perrier
- 1961 : Le Cid (El Cid) d'Anthony Mann : un soldat
- 1961 : Vanina Vanini de Roberto Rossellini : le cardinal Savelli
- 1961 : La Guerre de Troie (La guerra di Troia) de Giorgio Ferroni : Agamemnon
- 1961 : La Vengeance d'Ursus (La vendetta di Ursus) de Luigi Capuano : le roi Alteo
- 1961 : La Bataille de Corinthe (Il conquistatore di Corinto) de Mario Costa : un riche citoyen
- 1962 : Horace 62 d'André Versini : Napoléon Fabiani
- 1962 : Jules César, conquérant de la Gaule (Giulio Cesare, il conquistatore delle Gallie) d'Amerigo Anton : Cicéron
- 1962 : Zorro l'intrépide (Zorro alla corte di Spagna) de Luigi Capuano : Colonel Vargas
- 1963 : Les Conquérants héroïques (La leggenda di Enea) de Giorgio Rivalta : Drance
- 1963 : Hercule contre Moloch (Ercole contro Moloch) de Giorgio Ferroni : le grand prêtre Asterion
- 1963 : Brenno le tyran (Brenno il nemico di Roma) de Giacomo Gentilomo
- 1963 : L'Invincible Cavalier noir (L'invincibile cavaliere mascherato) de Umberto Lenzi : Don Gomez
- 1963 : Zorro et les Trois Mousquetaires (Zorro e i tre moschettieri) de Luigi Capuano : le Cardinal de Richelieu
- 1964 : La Terreur des gladiateurs (Coriolano, eroe senza patria) de Giorgio Ferroni : Menemio Agripa
- 1964 : Hélène, reine de Troie (Il leone di Tebe) de Giorgio Ferroni : Xesostus
- 1965 : L'Homme de Tolède (L'uomo di Toledo) d'Eugenio Martín : Don Alfonso
- 1966 : Le Saint prend l'affût de Christian-Jaque : le commandant Cesare Pavone
- 1966 : Moi, moi, moi et les autres (Io, io, io... e gli altri) d'Alessandro Blasetti
- 1968 : Satanik de Piero Vivarelli

### Télévision
- 1971 : Arsène Lupin (série), saison 1, épisode 8 La Femme aux deux sourires : le marquis Belmonte